# Португальская готика
Португальская готика — стиль и период в развитии готической архитектуры в Португалии. В политическом отношении это был период освобождения от владычества мавров на Пиренейском полуострове. В Португалии Реконкиста прошла и закончилась раньше, чем в Испании. В XII—XIII веках на освобожденных землях развернулось интенсивное церковное строительство. Романский стиль, предшествовавший готике, развивался главным образом под влиянием французских монашеских орденов, особенно цистерцианского.
Одним из ранних значительных произведений готики в Португалии считается цистерцианский монастырь Санта-Мария в Алькобасе (1190—1220). Собор этот был перестроен в XVII—XVIII веках, и его прежний внешний облик, видимо, искажён. Затем, при короле Динише I, строительство в традициях готики продолжалось. Это был период расцвета культуры в Португалии. В 1383 году прекращает существование бургундская династия, начинается мятеж крупных феодалов. В 1385 году в битве при Алжубарроте мятеж был подавлен, и в честь этого события строится собор Санта-Мария ди Виктория в монастыре Баталье (начат в 1385). Это тоже одно из наиболее значительных произведений португальской готики. Авторы — Домингиш и Уге.
В отличие от произведений испанской готики в португальских соборах заметен больший пространственный размах в интерьерах. Но в то же время, во внешних фасадах соборы не отличаются подчеркнутым вертикализмом, а остаются приземистыми, как и испанские. В культуре этих соседних стран много общего.

## Галерея

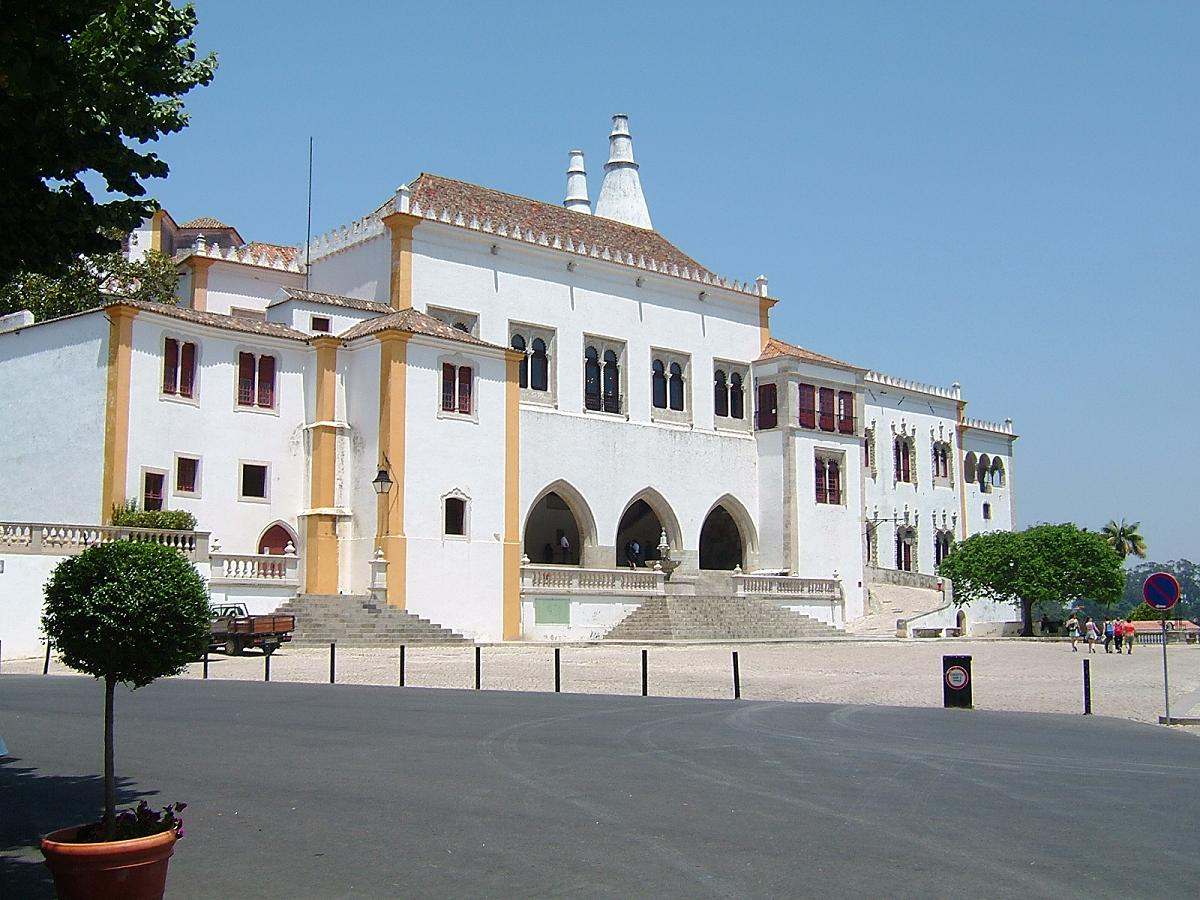
Дворец Синтра (XV век).
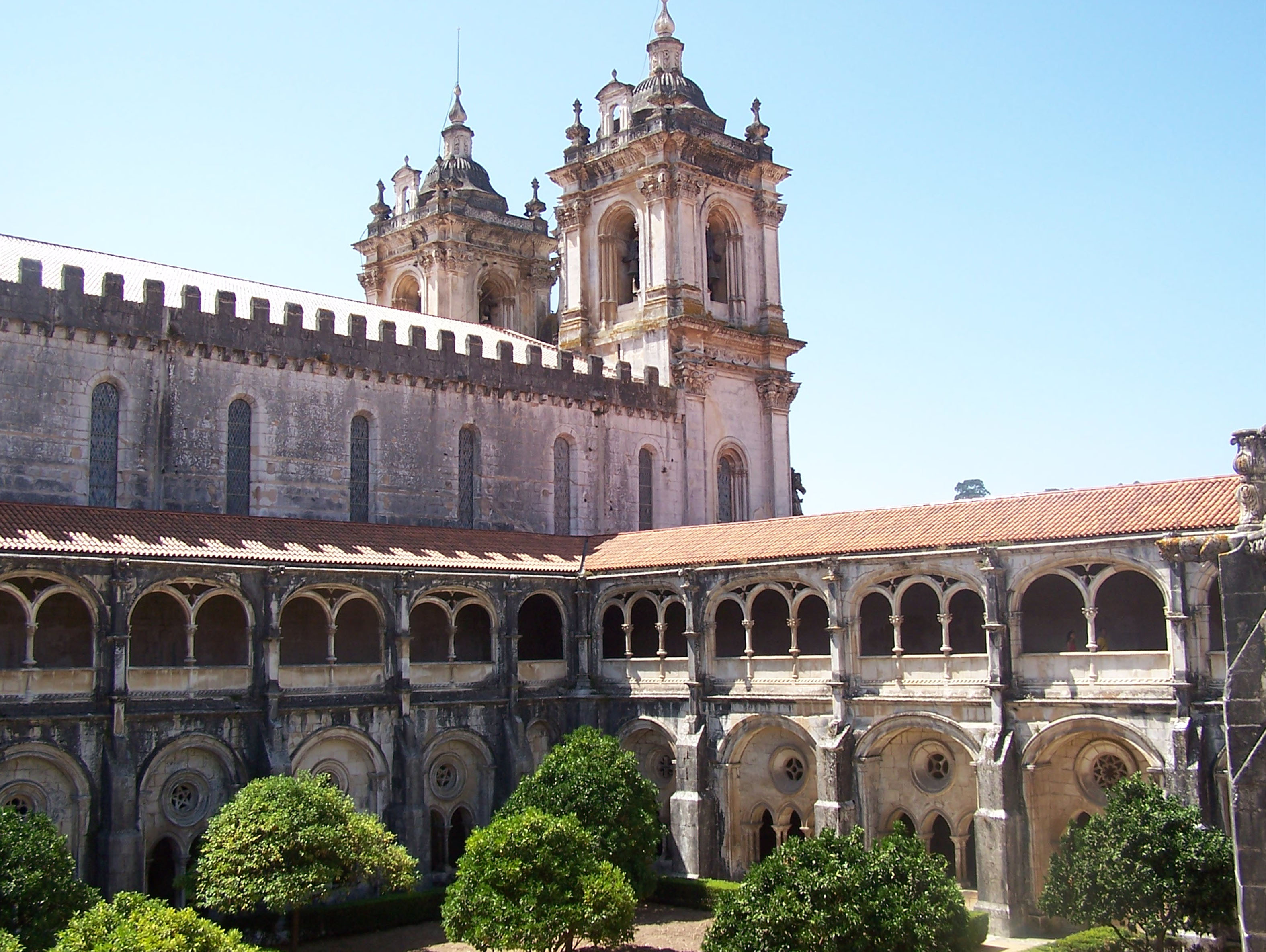
Монастырь Алкобаса
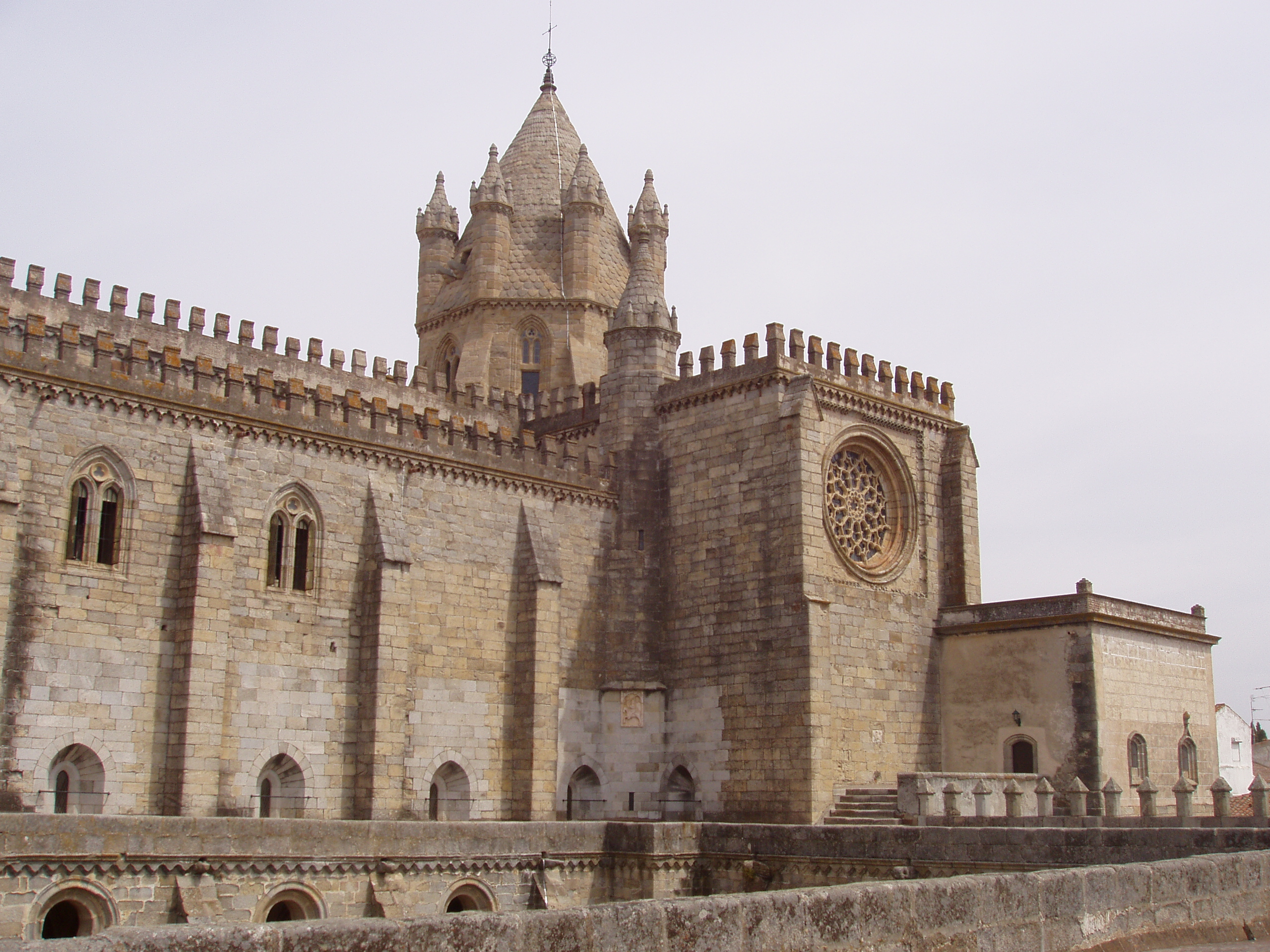
Эворский собор
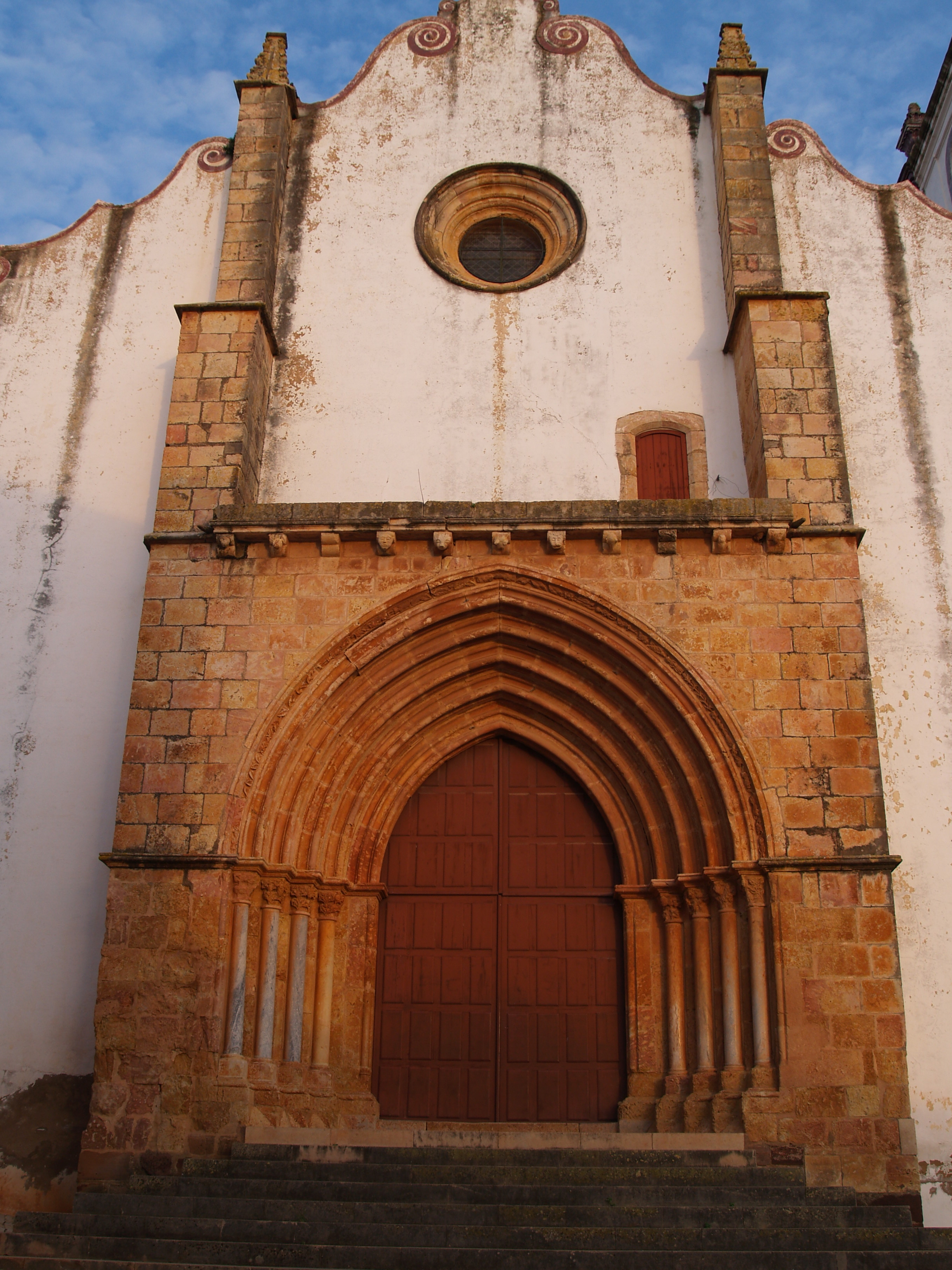
Фасад кафедрального собора, Силвеш
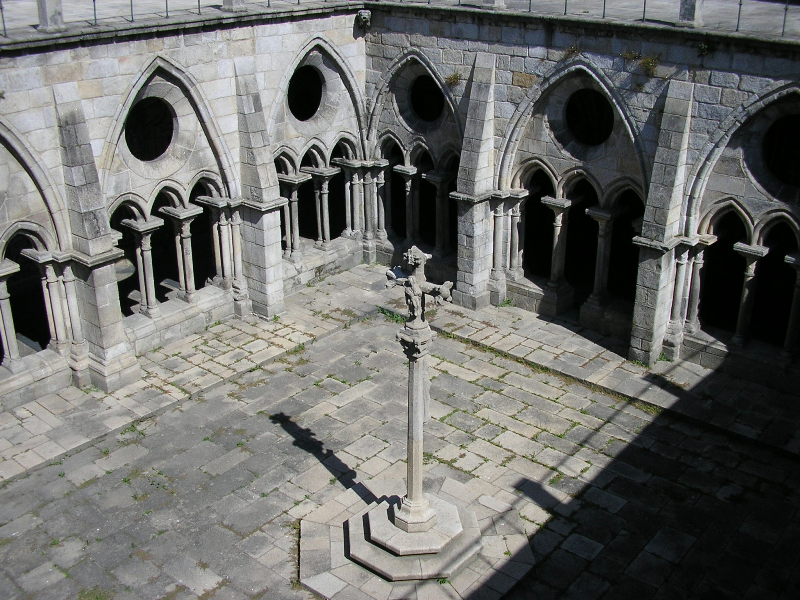
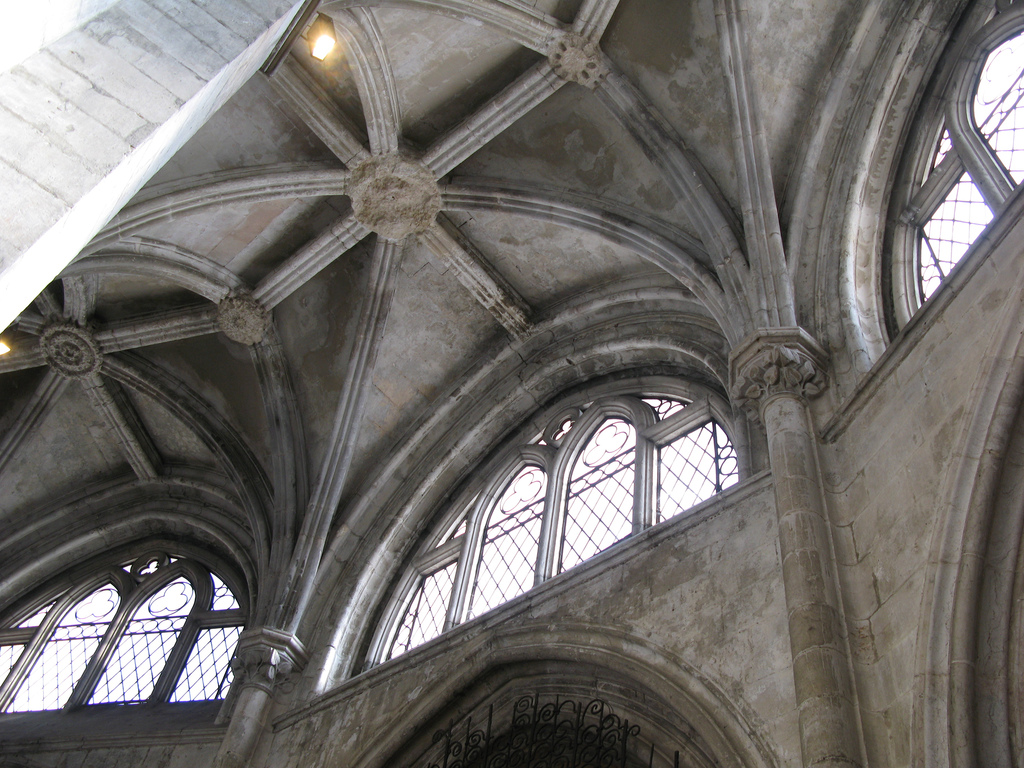
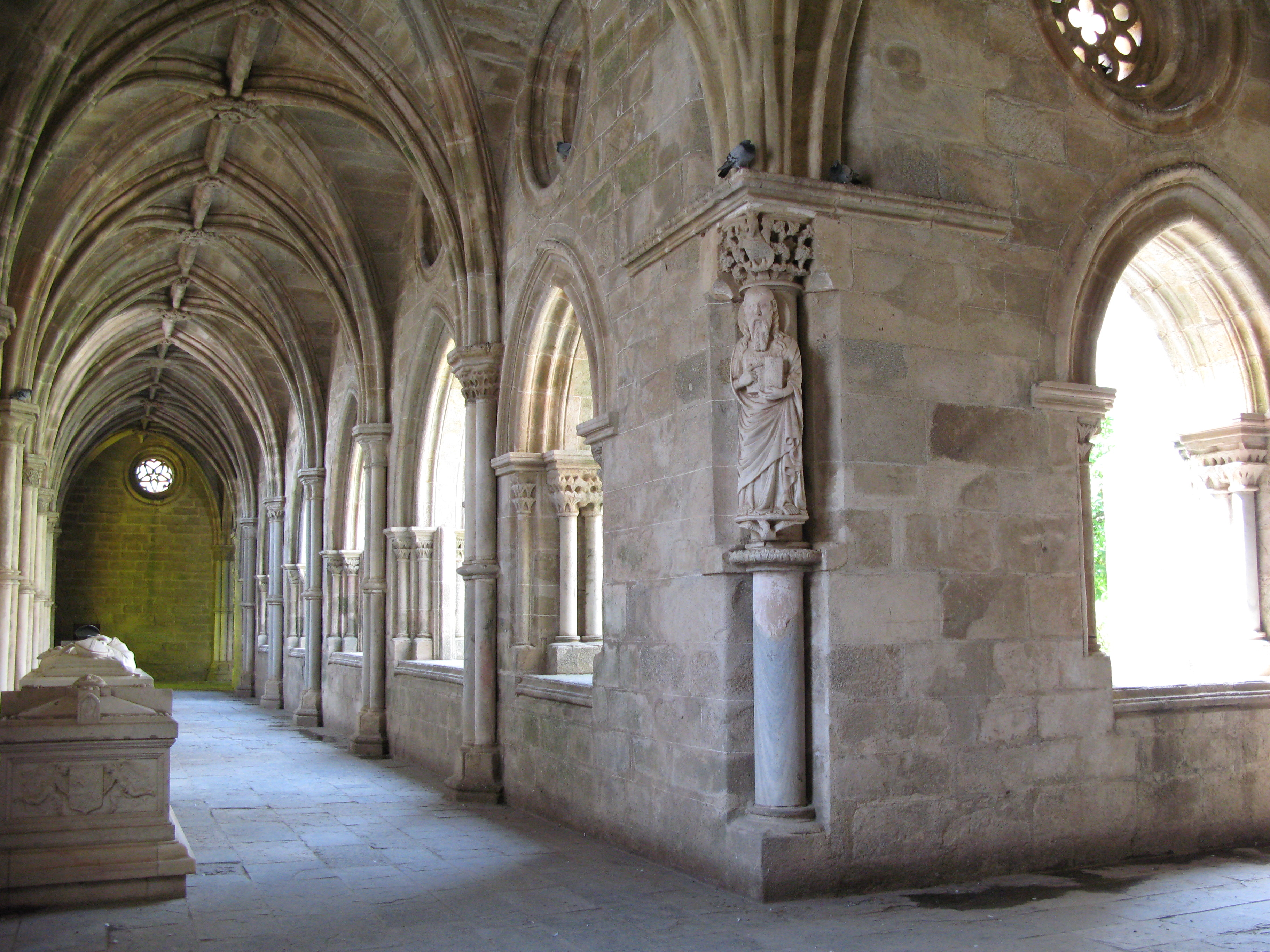
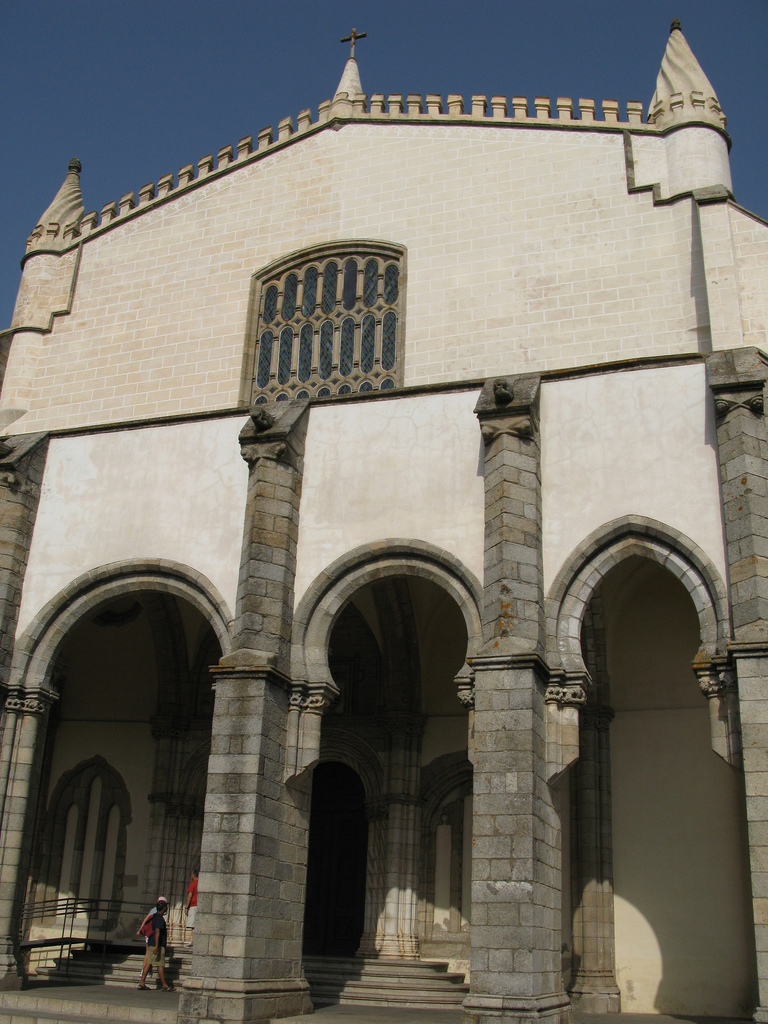
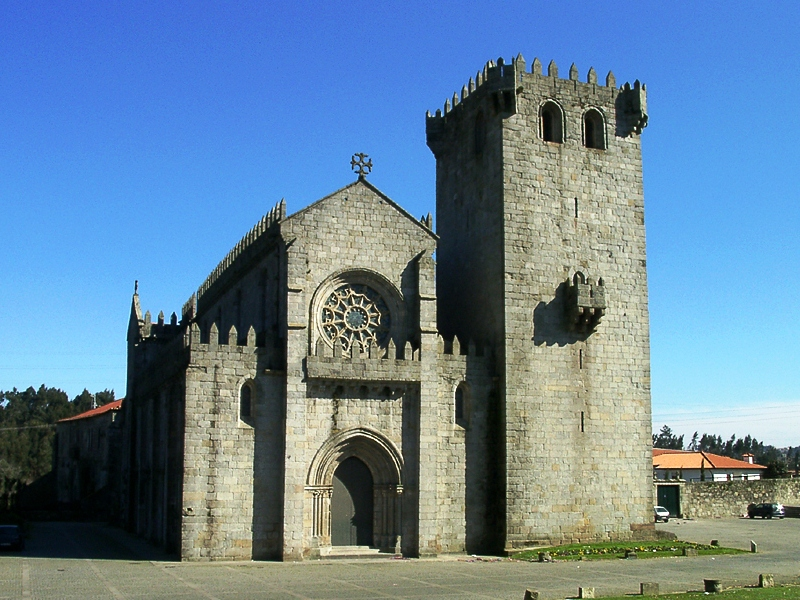
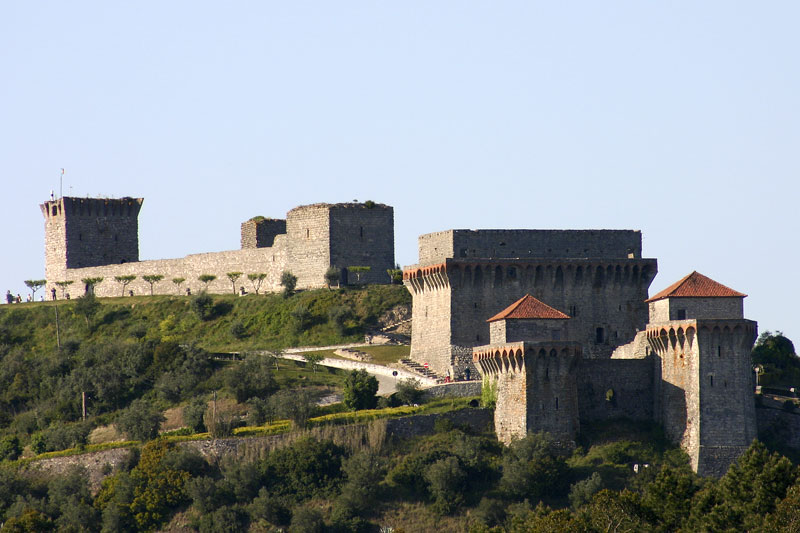
Крепость в Оурене
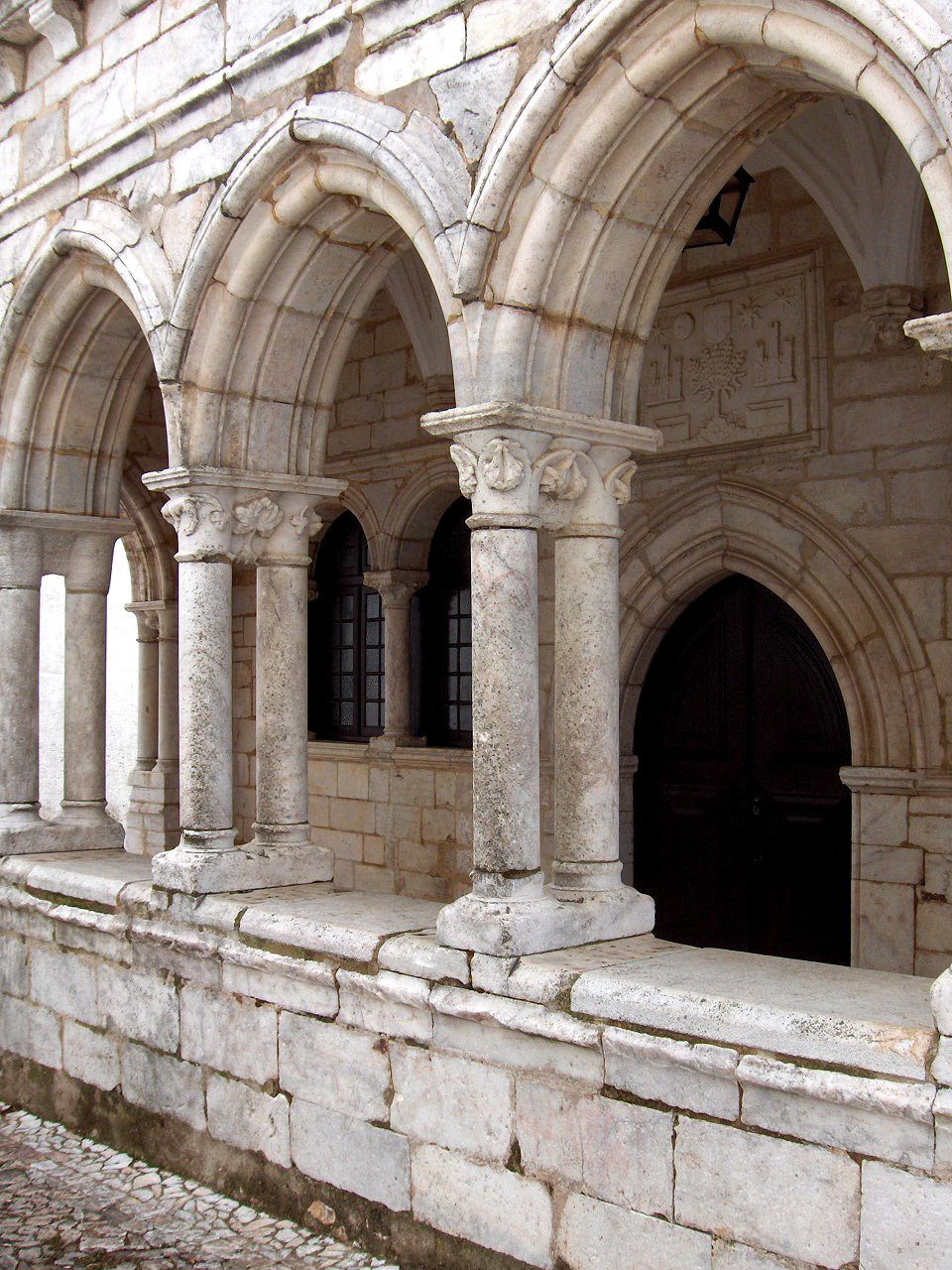
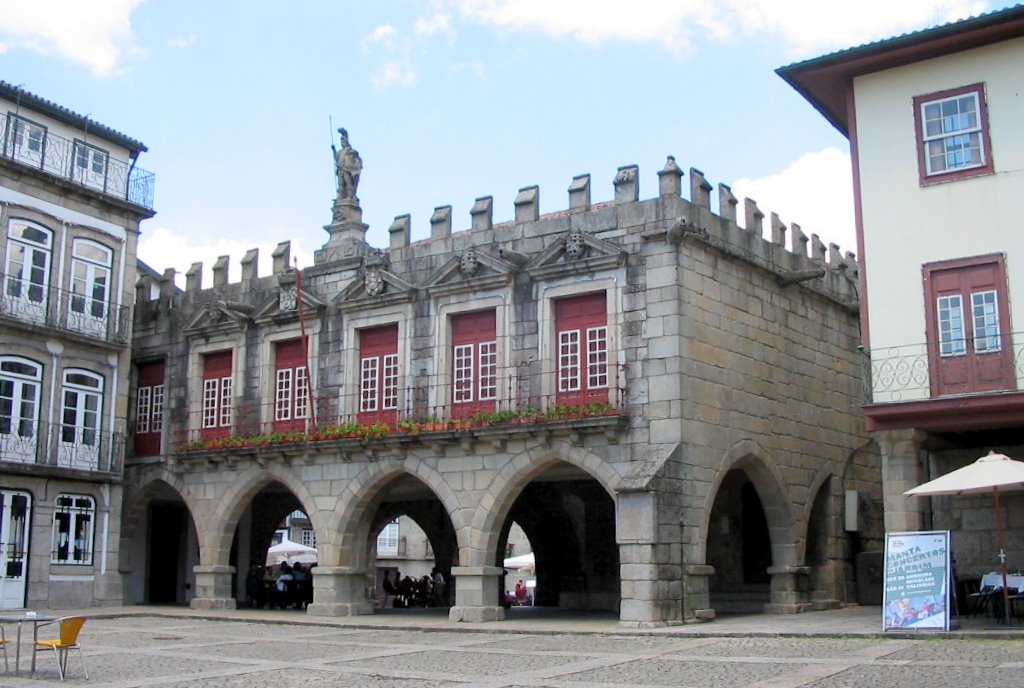
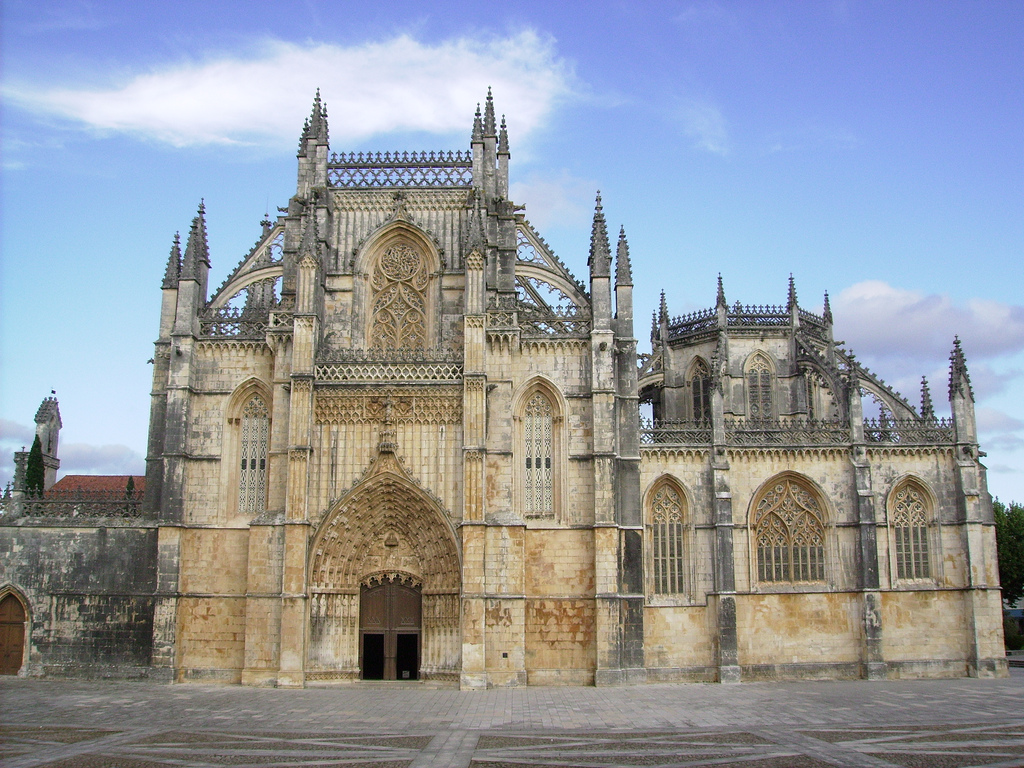
Монастырь Баталья
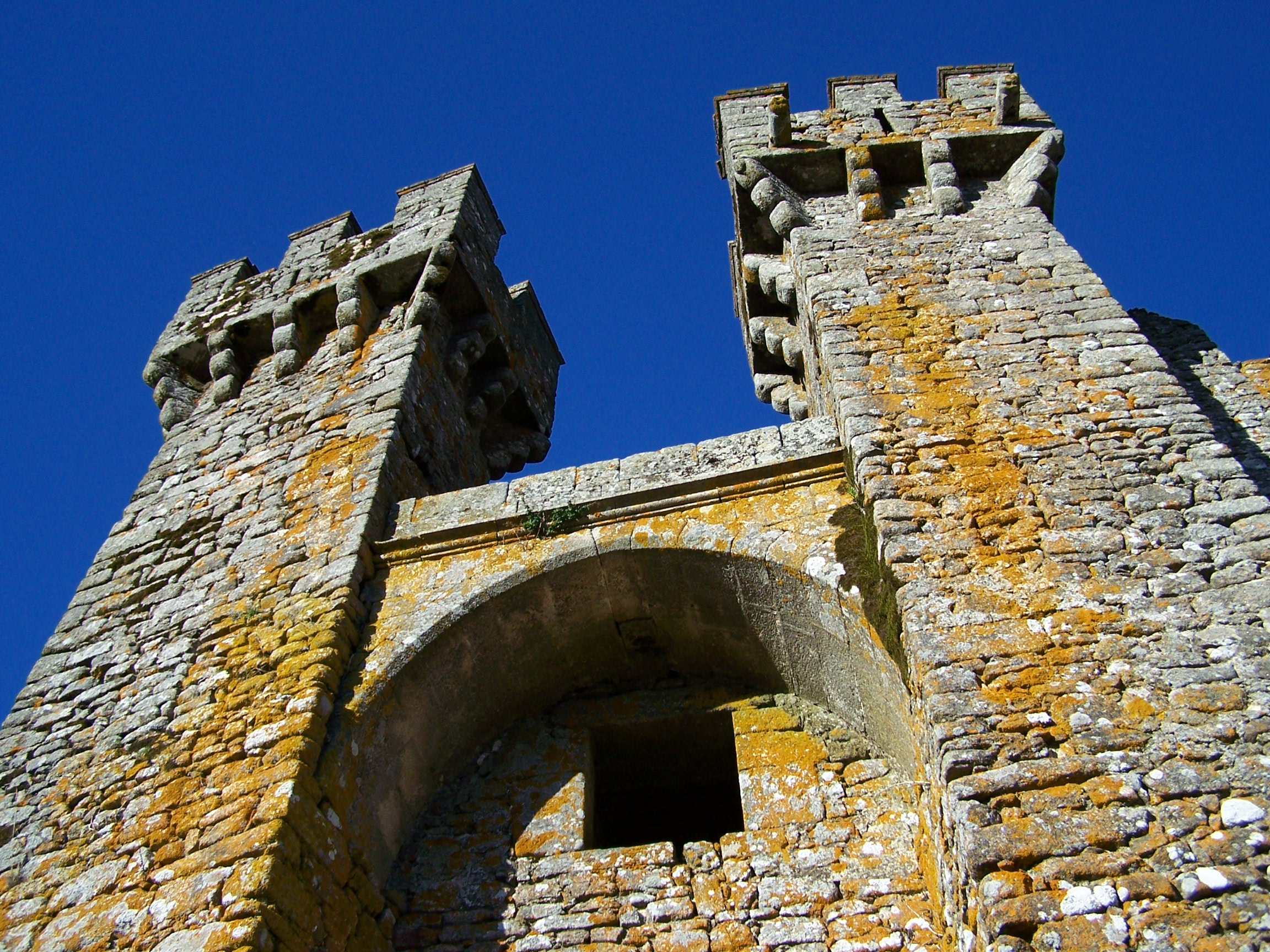
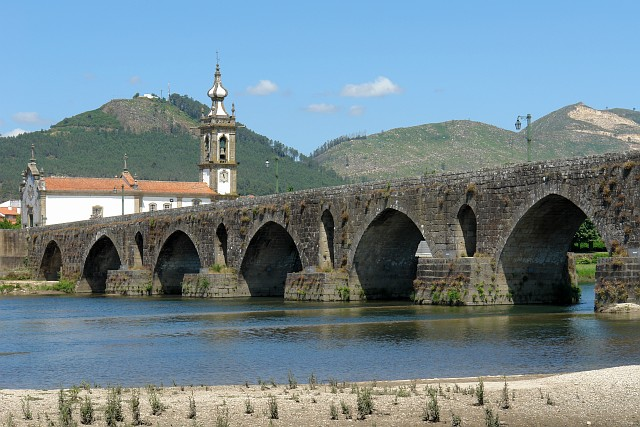
Понте-де-Лима
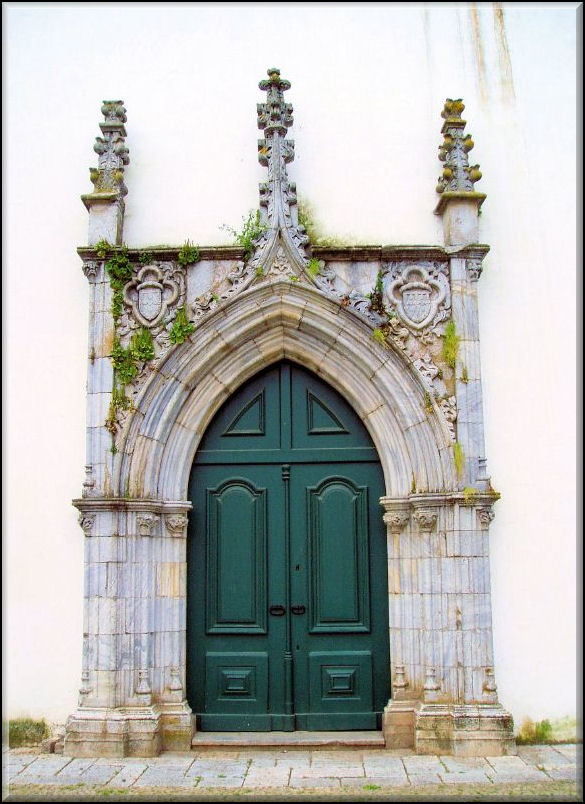
Готический портал